# Grotea oneilli
Grotea oneilli là một loài tò vò trong họ Ichneumonidae.